# Tammsia anomala
Tammsia anomala är en måreväxtart som beskrevs av Gustav Karl Wilhelm Hermann Karsten. Tammsia anomala ingår i släktet Tammsia och familjen måreväxter. Inga underarter finns listade i Catalogue of Life.